# Gustav Lilienthal
Gustav Lilienthal, född 9 oktober 1849 i Anklam, död 1 februari 1933 i Berlin, var en tysk arkitekt och flygpionjär. Han var bror till Otto Lilienthal.
Släkten Lilienthal härstammade från en svensk släkt som tidigare hetat von Lilienthal och där någon officer stannat kvar i Tyskland efter det 30-åriga kriget.
Redan som 13-åring försökte han tillsammans med sin bror bygga sina första vingar på vinden i ett hus. Efter visst besvär med att få ut vingen började de inte helt ofarliga flygproven. 1868 flyttade han till Berlin för att studera och praktisera inom byggfacket. Efter det Fransk-tyska kriget arbetade han som arkitekt i Österrike och England. När han återkom till Tyskland återupptog han tillsammans med sin bror arbetet med flygforskningen. Gustav Lilienthal kunde på grund av sitt arbete inte deltaga i lika många flygningar som sin bror, men han flög flera gånger 1893 vid Rhinower Bergen och 1894 vid Lichterfelde. Efter broderns död försökte han genomföra en del nya idéer inom byggnadstekniken, som han försökte exploatera i Rio de Janeiro utan resultat. Han återvände till Europa 1913 och inledde studier av virvelbildningen som alstras vid vingspetarna, där han var inne på i vår tid moderna tankegångar. Han gav ut ett par böcker av flygteknisk art. 1924, när Otto-Lilienthal-Gesellschaft bildades, tilldelades han ett finansiellt stöd för sina undersökningar av slagflygare. I en hangar på Tempelhof byggde han en slagflygare med 15 meters spännvidd försedd med en motor på 3,5 hk. Under en storm 1928 förstördes slagflygaren, men han byggde med envishet upp den igen och kunde uppleva att den flög en 250 meter lång sträcka på 3 meters höjd.
Lilienthal uppfann också ett konstruktionssystem, en byggsats med delar av trä som var en föregångare till senare tids metallbyggsatser. 

## Arkitektur

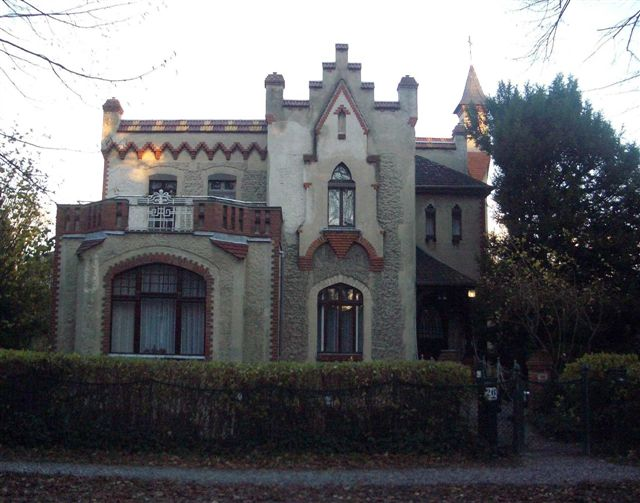
Lilienthal-Burg i nygotisk stil, Lichterfelde

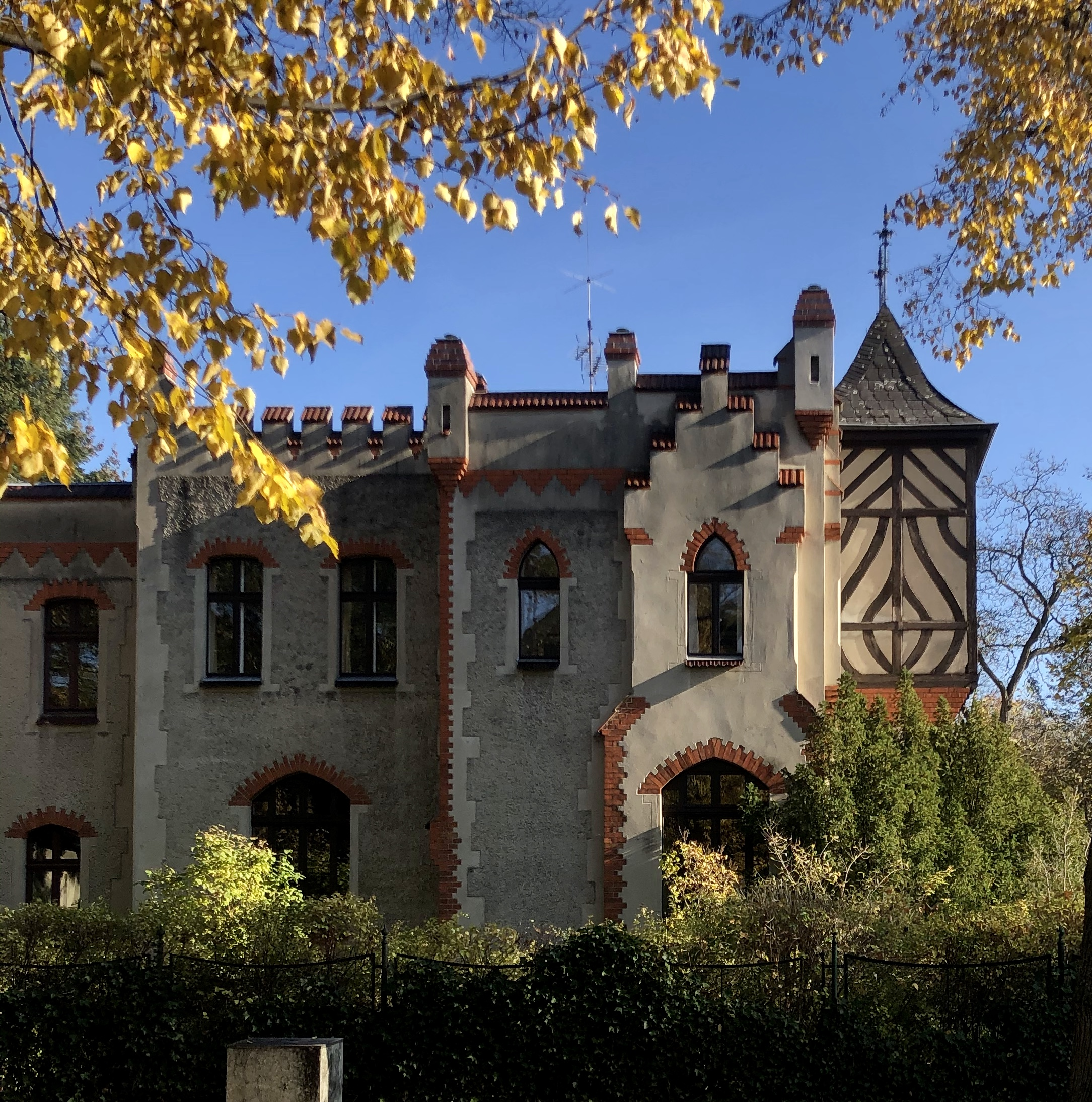
Villa, Paulinenstraße 24.

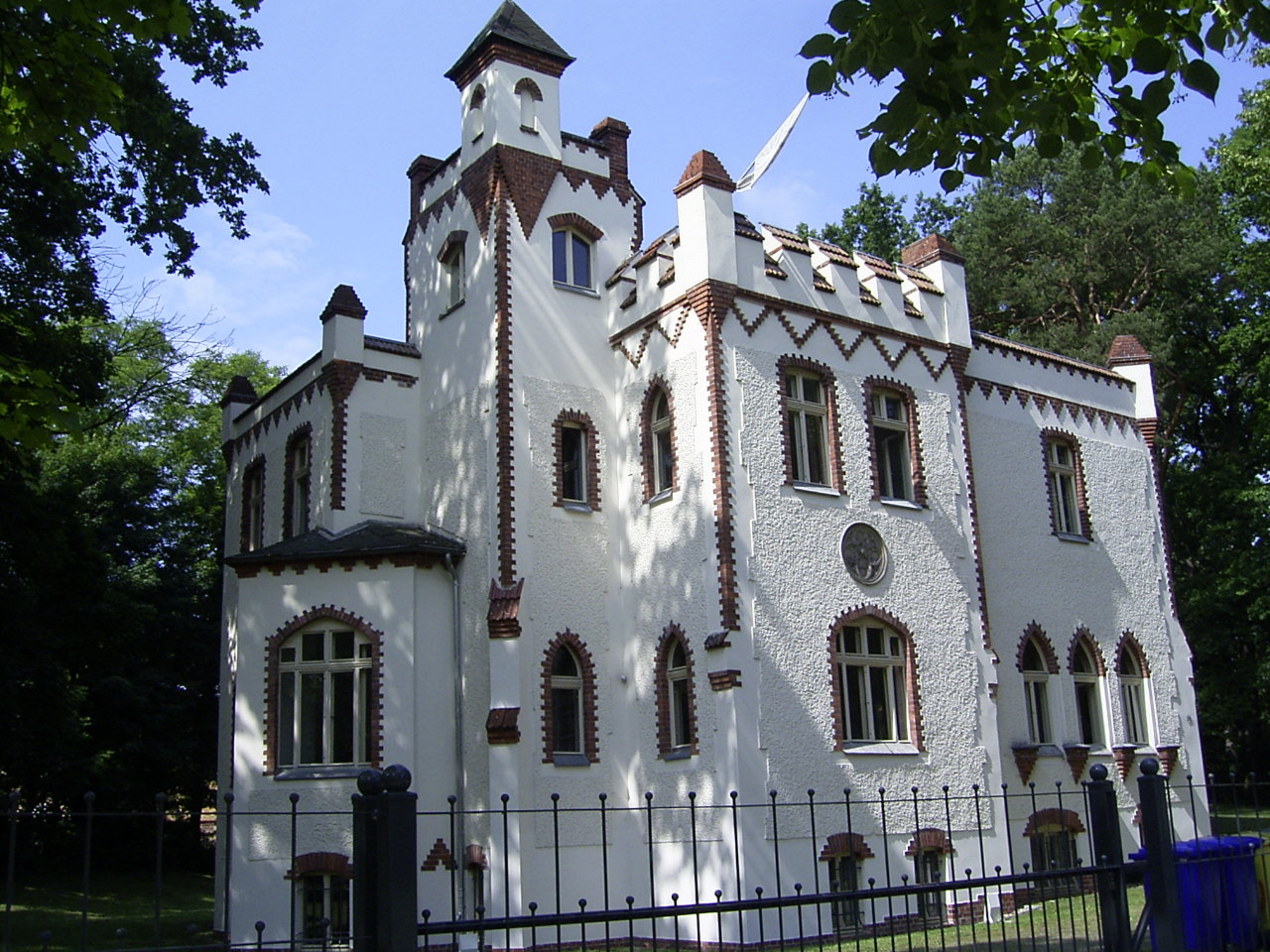
Villa Lademann.

Lilienthal var uppfinnaren av olika delar av prefabricering såsom stora betonghålsten,, ett bärande tak som tidigare främst användes i bostadshus. och ”demonterbara hus”. Teknikerna användes för att delvis rekonstruera befintliga byggnader i bosättningarna Lobetal/Hoffnungstal nära Bernau.
De mest kända är hans fantasifullt designade villor i Lichterfelde, byggda i nygotisk stil tudorstil. De flesta är fortfarande välbevarade. Han byggde den första av dessa villor, som ser ut som små riddarslott, åt sig själv 1891/92 på Tietzenweg 51, på en tomt som bara mätte 200 kvadratmeter. Två år senare byggde han ett lite större hus på Marthastrasse 5. Flera av dessa villor finns i Lichterfelde/West vid Paulinenstrasse 16, 17 och 24 till 28 samt vid Potsdamer Strasse 57a och 63. Totalt byggde han ett 30-tal av dessa villor från 1892 till 1900, 22 finns bevarade i Lichterfelde, varav 16 är skyddsklassade. Han byggde också hus i denna stil i Potsdams villakoloni Neubabelsberg, till exempel ”Villa Lademann” 1895 på Karl-Marx-Straße 66, som senare användes som gästhus för UFA.
Han byggde också Villa Kosmack på Friedrich-Engels-Straße 1 i Neuruppin 1897. Även om Lilienthal-villornas arkitektur påminner om medeltiden med panntorn, torn och inslag av vindbroar, var de tekniskt innovativa och hade ’’Reformküchen ’’ (”reformkök”), dubbla fönster och varmluftsvärme i tak och väggar.